# Bourbonese Qualk
I Bourbonese Qualk sono un gruppo di musica sperimentale appartenenti alla scena industriale inglese. La band fu fondata nel 1983 e fu attiva fino al 2003.

## Storia
I Bourbonese Qualk nacquero nel 1979 a Southport nel Regno Unito, e la loro prima apparizione fu una performance dell'anno dopo. Nel 1983 iniziarono a produrre musica, e le loro prime tracce discografiche risalgono allo stesso anno, partecipando alla compilazione della Xtract Records dal titolo "The Elephant Table Album", che racchiudeva molte delle band di musica industriale allora attive e tra queste Portion Control, Chris & Cosey, Coil, Nurse With Wound, SPK, Nocturnal Emissions, Legendary Pink Dots e molti altri.
Nel 1987 il gruppo ebbe la prima importante scissione con la conseguente uscita di Gilbert dalla band. Se Crab negli anni precedenti aveva suonato virtualmente tutti gli strumenti e l'elettronica, con questo cambio di formazione lasciò la chitarra a Miles Miles, focalizzandosi sull'elettronica.
Con la morte di Miles Miles avvenuta nel 2002 il gruppo si sciolse inevitabilmente.

## Discografia
- Laughing Afternoon (Recloose Organization 1983)
- Hope (Recloose Organization 1984)
- The Spike (Dossier 1985)
- Preparing For Power (Recloose Organization 1986)
- Bourbonese Qualk (New International Recordings 1987)
- My Government is My Soul (Fünfundvierzig 1990)
- Bo'Qu (New International Recordings 1990)
- Kneejerk Reaction EP (Praxis 1992)
- Qual EP (Praxis 1992)
- UnPop (Total F.I. 1993)
- Feeding the Hungry Ghost (Fünfundvierzig 1994)
- Autonomia (Praxis 1994)
- On Uncertainty (2000)
- Moscow (2002)